# Podocarpus oleifolius
Podocarpus oleifolius — вид хвойних рослин родини подокарпових.

## Поширення, екологія
Країни поширення: Болівія, Колумбія, Коста-Рика, Еквадор, Сальвадор, Гватемала, Гондурас, Мексика (Чьяпас, Герреро, Мічоакан, Оахака, Пуебла, Веракрус), Панама, Перу, Венесуела. Цей гірський вид з висотним діапазоном між 1200-3300 м над рівнем моря росте в хмарному лісі разом з деревоподібними папоротями і епіфітними членами вересових, бромелієвих і орхідей. На найбільших висотах часто утворює найвищий шар ліс між 2 і 8 м.

## Використання
Може локально використовуватись для деревини.

## Загрози та охорона
Хоча цей вид використовується локально для дров та будівництва, але у відносно невеликих масштабах. Відомий з кількох охоронних територій в межах його ареалу.